# Hello, Dolly! (film)
Hello, Dolly! je americký romantický hudební film z roku 1969 natočený podle stejnojmenné broadwayské inscenace z roku 1964, která vycházela z divadelní hry Thorntona Wildera The Matchmaker (dohazovačka). Film režíroval Gene Kelly a produkoval Ernest Lehman, který je zároveň autorem scénáře. V hlavních rolích se představili Barbra Streisand, Walter Matthau, Michael Crawford a Louis Armstrong, jehož nahrávka titulní písně byla v květnu 1964 hitem číslo jedna.
Film vypráví příběh Dolly Levi, silné osobnosti a dohazovačky, která cestuje do Yonkers ve státě New York, aby našla partnera pro lakomého, svobodného a zámožného Horáce Vandergeldera.
Film byl uveden do kin 16. prosince 1969 společností 20th Century-Fox, získal tři Oscary, za nejlepší výpravu, nejlepší hudbu k muzikálu a nejlepší zvuk, a byl nominován na další čtyři. Ve své době nebyl snímek komerčně úspěšný, ale nakonec se  finančně zaplatil.

## Děj
Dolly Levi je šarmantní newyorská vdova, která se živí jako dohazovačka. Umí dát dohromady páry z nejrůznějších vrstev a využívá přitom svou výmluvnost, inteligenci a předvídavost. Jedním jejím klientem je zámožný venkovský podnikatel Horác Vandergelder, který hledá vhodného nápadníka pro svou neteř. Ta se však chce proti strýčkově vůli provdat za mladého malíře. Horác byl až dosud zapřisáhlý starý mládenec, ale nedávno se rozhodl vzít si za ženu newyorskou modistku Irenu Molloy. Nicméně prohnaná Dolly si jej vyhlédla pro sebe. Všichni směřují na velkou taneční soutěž do Harmonia Garden, kde Dolly rozehrává velkou a rafinovanou hru.

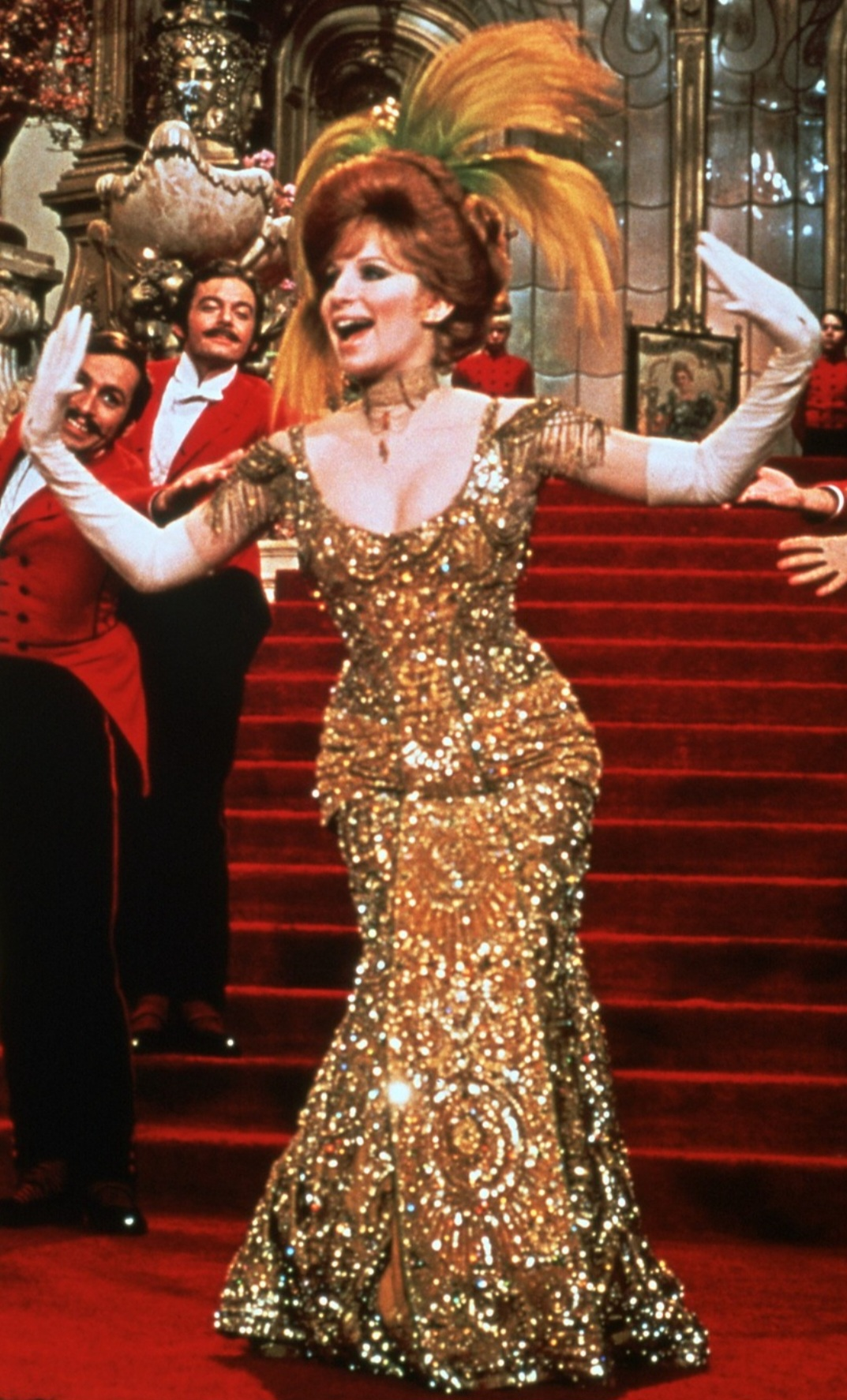
Barbra Streisand jako Dolly Levi

## Obsazení, výběr
| Herec             | Role                    |
| ----------------- | ----------------------- |
| Barbra Streisand  | Dolly Gallagher Levi    |
| Walter Matthau    | Horace Vandergelder     |
| Michael Crawford  | Cornelius Hackl         |
| Marianne McAndrew | Irene Molloy            |
| E. J. Peaker      | Minnie Fay              |
| Danny Lockin      | Barnaby Tucker          |
| Joyce Ames        | Ermengarde Vandergelder |
| Tommy Tune        | Ambrose Kemper          |
| Louis Armstrong   | dirigent orchestru      |
| Judy Knaiz        | Gussie Granger          |
| David Hurst       | Rudolph Reisenweber     |

## Hudba
Ve filmu byla použita většina původní hudby z broadwayské inscenace. Speciálně pro Barbru Streisand vznikla nová píseň „Just Leave Everything to Me“. Všichni herci si své písně odzpívali sami až na představitelku kloboučnice Irene, Marianne McAndrew.